# Ernst Bruno Bourwieg
Ernst Bruno Bourwieg (* 31. Oktober 1865 in Greifenhagen, Provinz Pommern; † 25. Februar 1944 in Kiel) war ein Landrat des Landkreises Siegen und Politiker der DVP.

## Leben und Beruf
Bourwieg wurde als Sohn eines Justizrates, Rechtsanwalts und Notars geboren. Er wurde 1883 Mitglied in der Burschenschaft Franconia Freiburg. Er war mit der Reeder Tochter Bothilde Jebsen verheiratet und hatte drei Söhne, von denen die beiden Ältesten im Ersten Weltkrieg fielen.
Beruflich war er nach Abschluss des Studiums zunächst als Gerichtsreferendar in Stettin, später dann als Regierungsreferendar in Schleswig tätig. Dort wurde er 1891 zum Assessor ernannt. Anschließend war er von 1892 bis 1896 als Assessor beim Landratsamt Gelsenkirchen und danach beim Regierungspräsidium in Münster tätig. Ab 9. November 1899 bekleidete er zunächst kommissarisch das Amt des Landrats im Kreis Siegen. Zum 12. Juni 1900 übernahm er diese Stellung endgültig.
In seine Amtszeit fiel beispielsweise die Errichtung der Fachschule für Eisen- und Stahlindustrie. Ein Schwerpunkt seiner Tätigkeit war zudem die Verbesserung der Verkehrsinfrastruktur im Kreisgebiet. In diesem Zusammenhang machte er sich besonders um die Kleinbahn Weidenau-Deuz-Irmgarteichen verdient. Darüber hinaus war er Vorsitzender des Siegener Kultur- und Gewerbevereins.
Von 1905 bis 1919 war Bourwieg als Abgeordneter für den Wahlkreis Siegen, zuletzt für die nationalliberale Deutsche Volkspartei (DVP), im Westfälischen Provinziallandtag vertreten.
Zum 1. November 1919 erklärte Bourwieg seinen Rücktritt als Landrat, den er offiziell am 16. Oktober 1919 bekannt gab. Dies war damit der erste und einzige Rücktritt eines preußischen Landrats des Siegerlandes.

## Auszeichnungen
- Roter Adlerorden
- Eisernes Kreuz am weißen Bande
- Dienstauszeichnung#Königreich Preußen